# Riccia udarii
Riccia udarii là một loài rêu trong họ Ricciaceae. Loài này được Kanwal mô tả khoa học đầu tiên năm 1979.